# Dryptosauroides
Dryptosauroides ("Dryptosaurus-form") är en sor, köttätande dinosaurie som endast känd genom ett par ryggkotor från sen krita i Indien. Man vet inte mycket om djurets släktskap, men det är troligt att den var en abelisaurid, eller en dryptosaurid. Typarten är Dryptosauroides grandis.